# Ley de Navegación Aérea
La Ley 48/1960, de 21 de julio, sobre Navegación Aérea es la actual Ley de Navegación Aérea vigente en España. Fue aprobada el 21 de julio de 1960 y en su momento sustituyó a la Ley de Navegación Aérea de 1947, y posteriormente ha sido modificada y ampliada en diferentes ocasiones. Es la máxima ley dedicada a regular el tráfico aéreo tanto civil como militar en España y el transporte civil de pasajeros y mercancías, sin embargo, la Ley explícitamente excluye al transporte aéreo de correo. Por ser una ley anterior a la constitución española de 1978, cualquier artículo contrario a la Constitución quedó automáticamente derogado. La Ley hace referencia en múltiples artículos al Ministerio del Aire, que tras ser abolido las antiguas competencias que le otorgaba la ley han recaído en sus sucesores: el Ministerio de Defensa y el Ministerio de Fomento.
Originalmente constaba de 159 artículos divididos en 19 capítulos, 5 disposiciones finales y 2 disposiciones transitorias. En la actualidad (diciembre de 2010), han sido derogados el artículo 8, y del 152 al 159 (los 8 correspondientes al capítulo XIX), se han eliminado y añadido algunos párrafos y se han actualizado algunas cuantías monetarias respecto a la Ley original. Además se ha añadido una disposición adicional.

## Contenido
- Capítulo I: Disposiciones generales: Trata sobre la soberanía del espacio aéreo.
- Capítulo II: De la organización administrativa
- Capítulo III: De las aeronaves. De su definición, clasificación y nacionalidad
- Capítulo IV: De los documentos de a bordo
- Capítulo V: Del registro de matrícula de aeronaves
- Capítulo VI: De los prototipos y certificados de aeronavegabilidad
- Capítulo VII: De los aeropuertos y aeródromos
- Capítulo VIII: Requisas, Incautaciones y movilización
- Capítulo IX: Servidumbres aeronáuticas
- Capítulo X: Del personal aeronáutico
- Capítulo XI: Del tráfico aéreo
- Capítulo XII: Del contrato de transporte
  - Sección 1ª: Del transporte de viajeros
  - Sección 2ª: Del transporte de mercancías
- Capítulo XIII: De la responsabilidad en caso de accidente
- Capítulo XIV: De los seguros aéreos
- Capítulo XV: De los gravámenes y de los créditos privilegiados
- Capítulo XVI: De los accidentes, de la asistencia y salvamento y de los hallazgos
- Capítulo XVII: De la policía de la circulación aérea
- Capítulo XVIII: Del transporte privado, de la navegación de turismo y de las Escuelas de Aviación
- Capítulo XIX: De las sanciones, derogado.[2]
- Disposición Adicional: Única: Sobre diferentes aspectos de las servidumbres y planificación urbanística.
- Disposiciones Finales: (Cinco): Aspectos variados, entre ellos destaca que el transporte aéreo de correo está regulado por su propia normativa y no por esta Ley.
- Disposiciones Transitorias: (Dos).